# Flugplatz Emden

i7
i11
i13

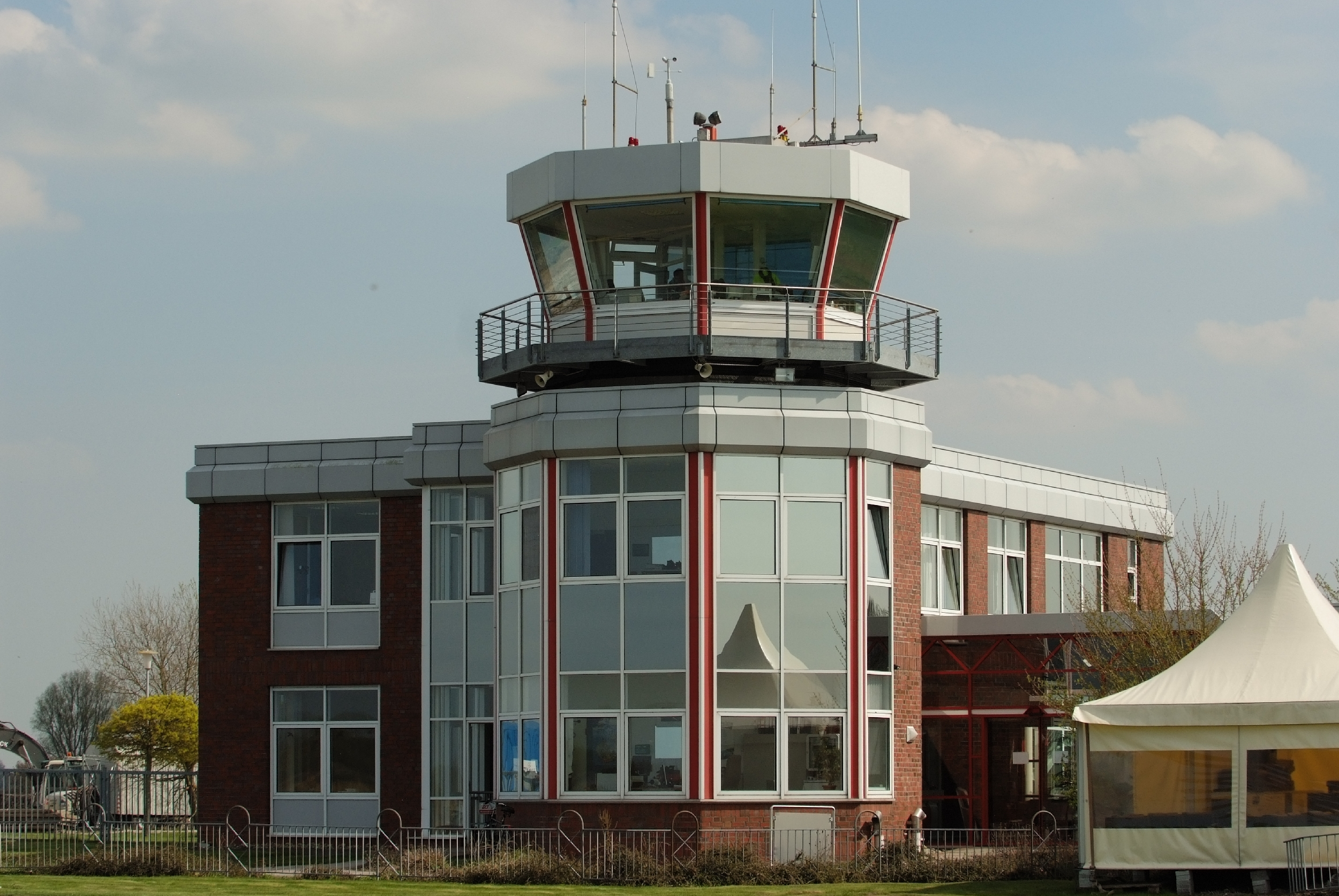
Der Kontrollturm des Flugplatzes

Der Flugplatz Emden (IATA-Code: EME, ICAO-Code: EDWE) ist ein Verkehrslandeplatz im Norden der Stadt Emden (Ostfriesland).
Er ist für Flugzeuge bis 14 Tonnen zugelassen. Für Instrumentenanflüge stehen GPS/RNAV Verfahren zur Verfügung. Es gibt auch ein spezielles Anflugverfahren für Helikopter, welche inzwischen einen bedeutenden Anteil am Verkehrsvolumen ausmachen.

## Fluggesellschaften und Ziele
Die OFD Ostfriesischer-Flug-Dienst GmbH fliegt alle ostfriesischen Inseln an. Allein zum Flugplatz auf der Insel Borkum bestehen bis zu sieben Verbindungen täglich.
Darüber hinaus hat der Flugplatz Emden eine große Bedeutung für den Geschäftsverkehr der ortsansässigen Unternehmen, insbesondere Volkswagen. Der Flugplatz beliefert das Emder Volkswagenwerk mit eiligen Transportgütern. Außerdem dient der Flugplatz Emden zur Versorgung von Offshore-Windenergieparks.
In Emden haben sich vier Unternehmen angesiedelt, die im Jahr 2013 über 15 Helikopter betrieben. Neben Foto-, Film- und Rundflügen unter anderem zu den Offshore-Windenergieparks übernehmen sie Notfallevakuierungen (Krankentransporte) und bedienen den Seelotsenversetzdienst.
Mit der Offshore-Branche sind 64 Arbeitsplätze neu entstanden und insgesamt 133 feste Arbeitsplätze vor Ort. Vor allem die neuen Offshore-Windenergieparks haben seit 2009 zu einer Erhöhung des Flugverkehrs geführt. Die Zahl der gewerblichen Flüge stieg um 16,4 Prozent auf 7043, darunter 3768 Hubschrauber-Flüge zu den Windparks auf See. Die Gesamtzahl der Flüge betrug 9402. Seitdem steigt die Anzahl der Flugbewegungen weiter: Von 11.100 im Jahr 2011 auf zuletzt 13.473 im Jahr 2022.
| Jahr | Flugbewegungen |
| ---- | -------------- |
| 2010 | 9.402          |
| 2011 | 11.100         |
| 2012 | 12.096         |
| 2013 | 13.504         |
| 2019 | 14.790         |
| 2022 | 13.473         |

## Betreiber
Der Flugplatz wird von der Flugplatz Emden GmbH betrieben, einer Tochtergesellschaft der Stadtwerke Emden (SWE) und damit letztlich der Stadt Emden selbst, die alleiniger Anteilseigner der SWE ist. Eventuelle Verluste tragen die Stadtwerke (und damit die Stadt), die den Flugplatz als Teil der notwendigen Infrastruktur verstehen.

## Anfahrt und Umfeld
Der Flugplatz liegt fünf Kilometer nordöstlich des Emder Stadtzentrums an der A 31, Ausfahrt Emden-Mitte. Der Emder Flugplatz hat sich mit anderen, vergleichbar großen Flugplätzen in Deutschland in einer Arbeitsgemeinschaft zusammengeschlossen, deren Ziel es ist, im Umfeld der Flugplätze die Ansiedlung von Unternehmen zu fördern. In unmittelbarer Nähe des Emder Flugplatzes befindet sich ein Gewerbegebiet, umfangreiche Industriegebiete (mit Flächenpotenzial) befinden sich wenige Autominuten entfernt.

## Zwischenfälle
Am 8. Februar 2011 musste eine Britten Norman Islander (D-IOLO) der Ostfriesische Lufttransport (OLT) auf dem Flugplatz Emden notlanden. Die Maschine hatte bereits beim Start auf Borkum Fahrwerksprobleme und erklärte einen Luftnotfall. Wenig später konnte der Pilot die Maschine auf einem Schaumteppich notlanden. Der Flugzeugführer und die acht Passagiere blieben unverletzt.